# Крамниця
Крамни́ця, магази́н, діал. ла́вка (з рос.) — підприємство чи заклад роздрібної торгівлі. Складові крамниці: торговельний зал або кілька залів для обслуговування покупців, каса, підсобні приміщення, де приймають, зберігають і готують до продажу товари; адміністративно-побутові й технічні приміщення.

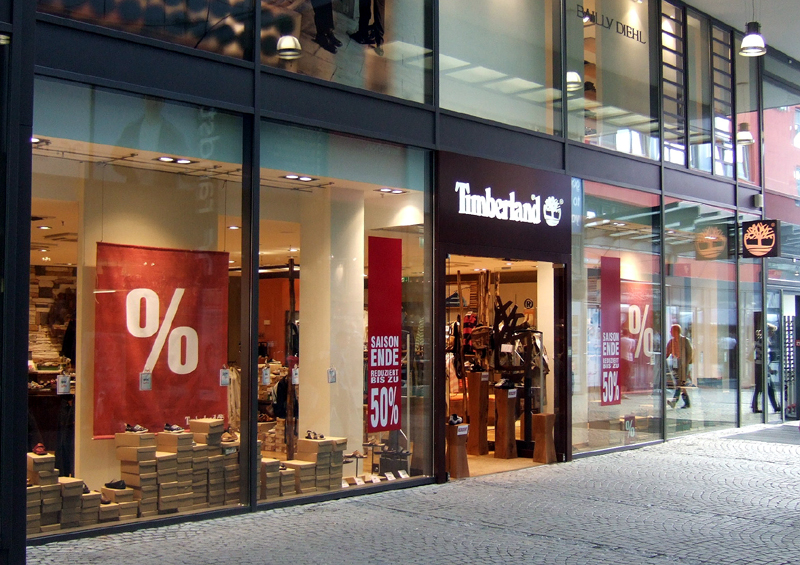
Крамниця Timberland у Дармштадті, Німеччина

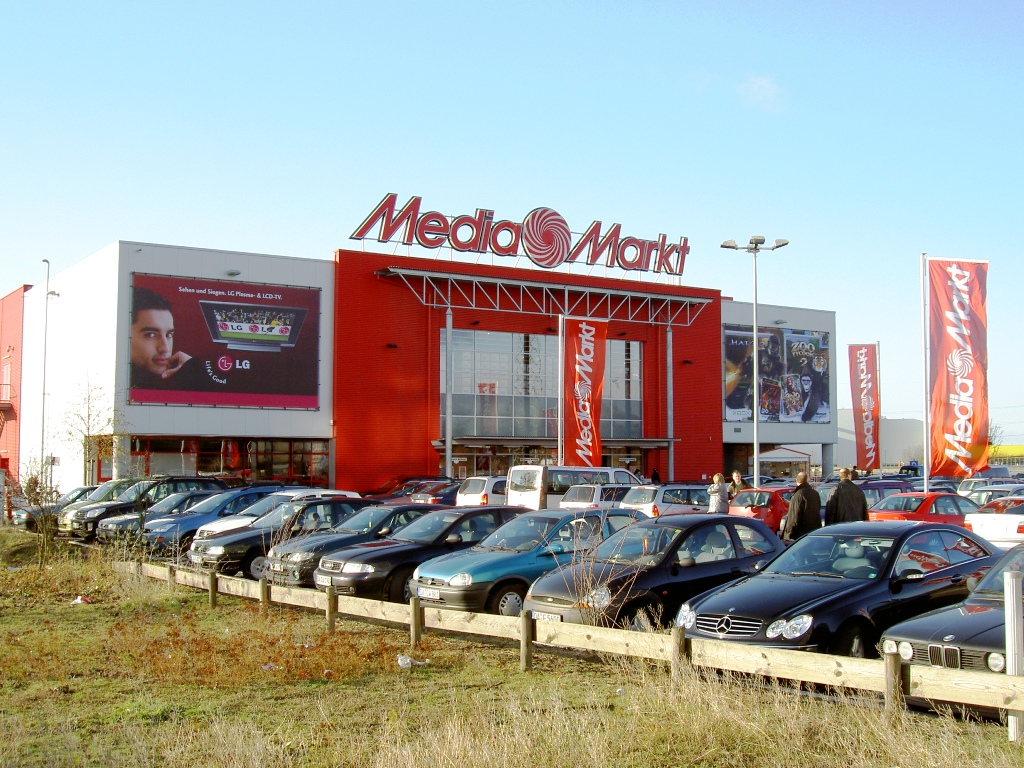
Крамниця MediaMarkt — супермаркет електроніки

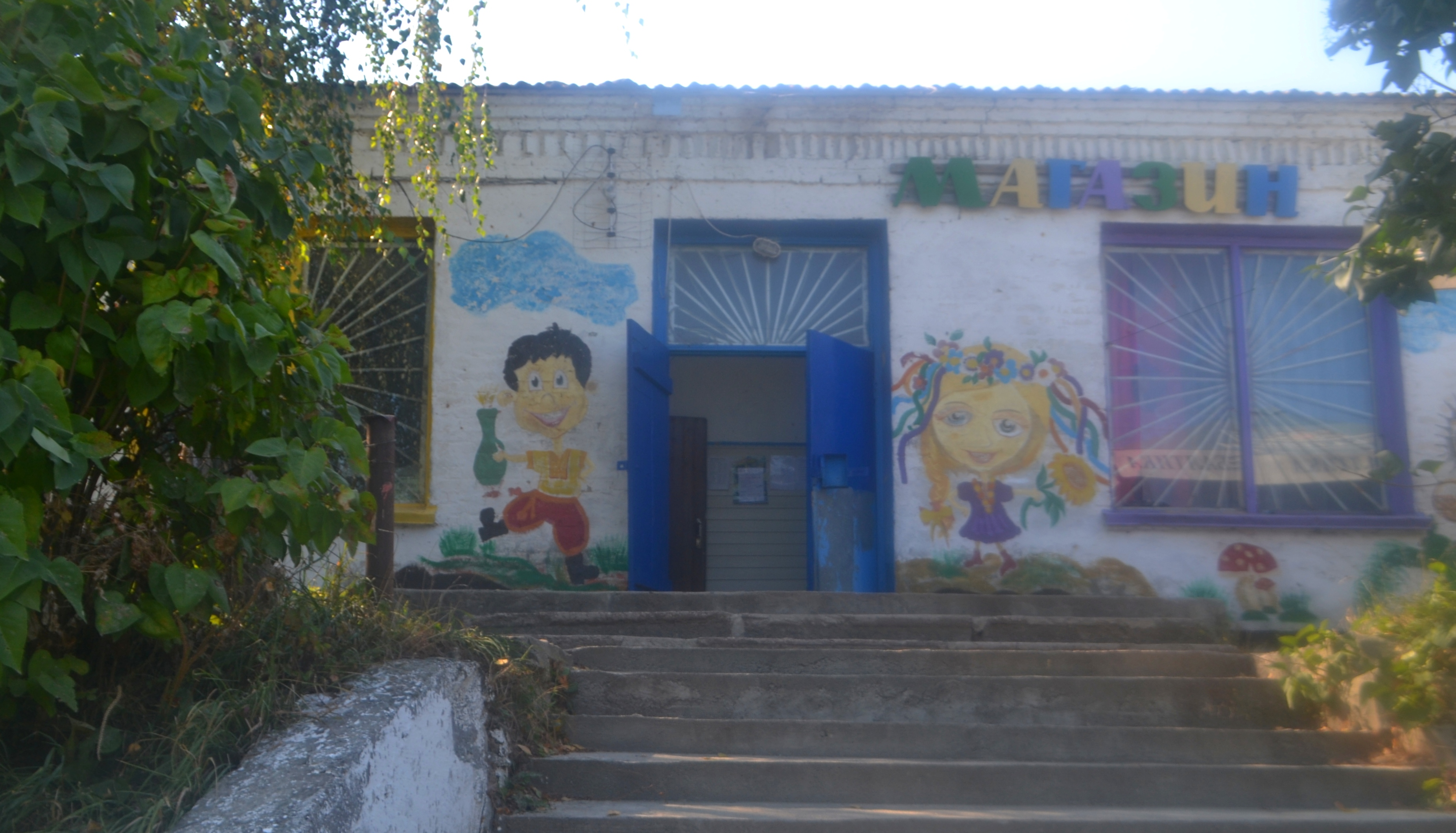
Крамниця у Григорівці на Черкащині

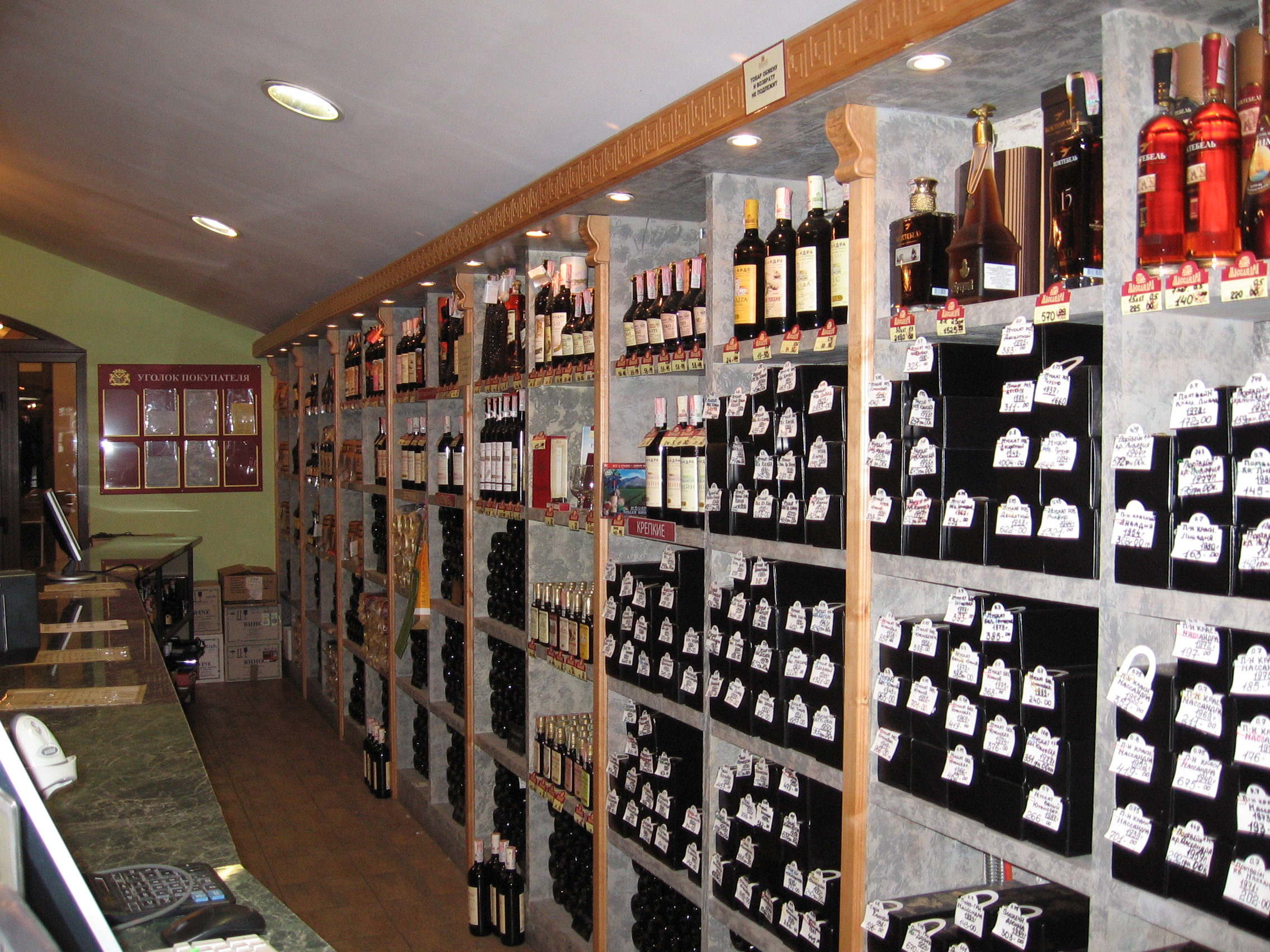
Крамниця заводу «Масандра».

Законопроєкт «Про внутрішню торгівлю» станом на вересень 2011 містить таке визначення: Крамниця  — це об'єкт торгівлі, розташований в окремій капітальній споруді або приміщеннях іншої капітальної споруди або тимчасової споруди некапітального типу або їхніх частинах з торговельними, підсобними, адміністративно-побутовими приміщеннями, а також приміщеннями для приймання, зберігання, підготовки та продажу товарів, оснащений торговим та інженерним устаткуванням, яке забезпечує здійснення торговельної діяльності.

## Етимологія
Слово «крамниця» походить від крам  — «товар».
Слово «магазин» походить через французьке посередництво від араб. مَخَازِن, маказін, яке (у множині) означає «комори», «склади». У цьому ж сенсі це слово потрапило з французької мови (magasin, magazin) в українську, як магазин, магазей, магазея, магазія («комора»). Поступово змінило своє змістове навантаження, витіснивши слова «крамниця», «лавка».

## Види
Крамниці бувають різного типу, вони відрізняються за такими параметрами: площа торгової зали, кількість товарних позицій, рівень обслуговування покупців, технологія розміщення товару тощо.
Загалом крамниці можна умовно розділити на групи:
- супермаркет
- гіпермаркет
- бутик
- дискаунтер
- cash&carry
- універсам
- універмаг
- мінімаркет
- крамниця безмитної торгівлі
- Крамниця-демонстраційний зал, що торгує за каталогами — підприємство роздрібної торгівлі з широкою номенклатурою дорогих ходових марочних товарів за зниженими цінами.
- крамниця біля дому
- Крамниця товарів повсякденного попиту — невелика крамниця, розташована поблизу житлового району, яка працює з ранку і допізна без вихідних і пропонує обмежений асортимент ходових товарів повсякденного попиту.

За кваліфікацією GfK крамниці поділяються:
- ринок, вулична торгівля, кіоск, намет, павільйон
- спеціалізована крамниця (наприклад, книгарня Zhongshuge[5])
- крамниця гуртової торгівлі
- універсальна крамниця
- продуктова крамниця з обслуговуванням продавцем через прилавок
- невелика крамниця з самообслуговуванням (менше ніж 4 каси)
- дискаунтер (обмежений вибір товарів, низькі ціни, переважно гуртова торгівля)
- супермаркет, великий продуктова крамниця (від 4 до 15 кас)
- гіпермаркет (понад 15 кас)

Графіки роботи
Магазини загалом можна розділити на дві категорії за графіком роботи: цілодобові та встановлені години.
Для магазинів, які працюють цілодобово, це означає, що вони можуть забезпечити покупців зручністю та доступом у будь-який час дня та ночі. Продуктові магазини, автозаправні станції та міні-маркети часто відкриті 24 години на добу, сім днів на тиждень.
Магазини з установленим графіком роботи зазвичай залишаються відкритими протягом багатьох годин протягом тижня, але можуть бути закриті в певні дні, наприклад у вихідні чи свята. Цей тип магазину ідеально підходить для клієнтів, які хочуть робити покупки в більш спокійній обстановці, далеко від суєти цілодобового магазину. Магазини одягу, універмаги та книжкові магазини є типовими прикладами магазинів із встановленим графіком роботи.
Магазини обох типів забезпечують покупцям зручність, оскільки вони можуть легко отримати доступ до товарів і послуг у разі потреби. Однак гнучкість, яку пропонують цілодобові магазини, особливо корисна для клієнтів, яким потрібно купувати товари в неробочий час.
Загалом, тип магазину, який обирають клієнти, має ґрунтуватися на їхніх особистих потребах і вподобаннях. Незалежно від того, чи обирають вони цілодобовий магазин чи магазин із встановленим графіком роботи, клієнти можуть отримати вигоду від зручності та доступності, які надають магазини.
При виборі магазину важливо враховувати й інші фактори. Наприклад, слід брати до уваги якість товарів і послуг, які пропонують обидва типи магазинів. Клієнти також повинні запитувати про будь-які спеціальні пропозиції чи знижки, які можуть бути доступні в різних магазинах. Крім того, важливо визначити найбільш зручне місце для здійснення покупок, оскільки це заощадить час і гроші в довгостроковій перспективі.
Підсумовуючи, клієнти можуть отримати вигоду від зручності та доступності, які можуть забезпечити як цілодобові магазини, так і магазини зі встановленим графіком роботи. Вибираючи магазин, важливо враховувати такі фактори, як якість, розташування, акції та знижки, щоб забезпечити найкращі враження від покупок.
У більшості європейських країн є традиція залишати свої магазини закритими по неділях, щоб дати працівникам і клієнтам можливість відпочити та провести час сім'єю. Ця практика існує вже багато десятиліть, і більшість країн забороняють певні типи магазинів відкривати в неділю. Наприклад, у Німеччині таким підприємствам, як продуктові магазини та аптеки, заборонено працювати в неділю, тоді як іншим типам магазинів, як-от магазинам одягу та книгарням, дозволено працювати. Крім того, у деяких країнах години торгівлі обмежені навіть у робочі дні, тобто для клієнтів коротше вікно для покупок. Чому в Європі не працюють магазини по неділях?.